# Premiul Prințesa Asturiei

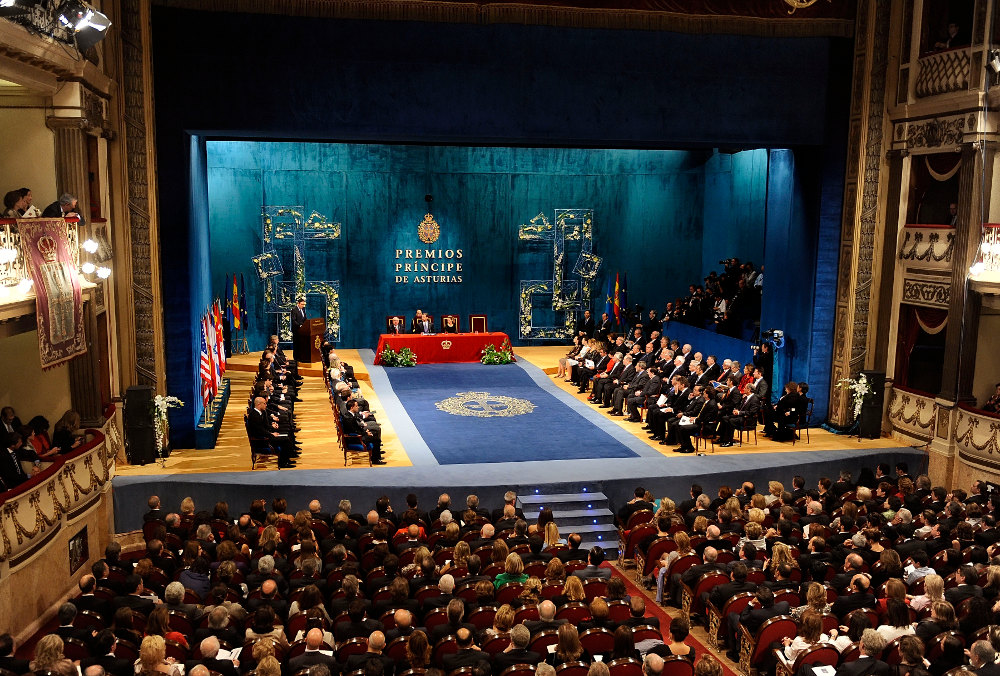
Ceremonia decernării premiului Prințul Asturiei (2010).

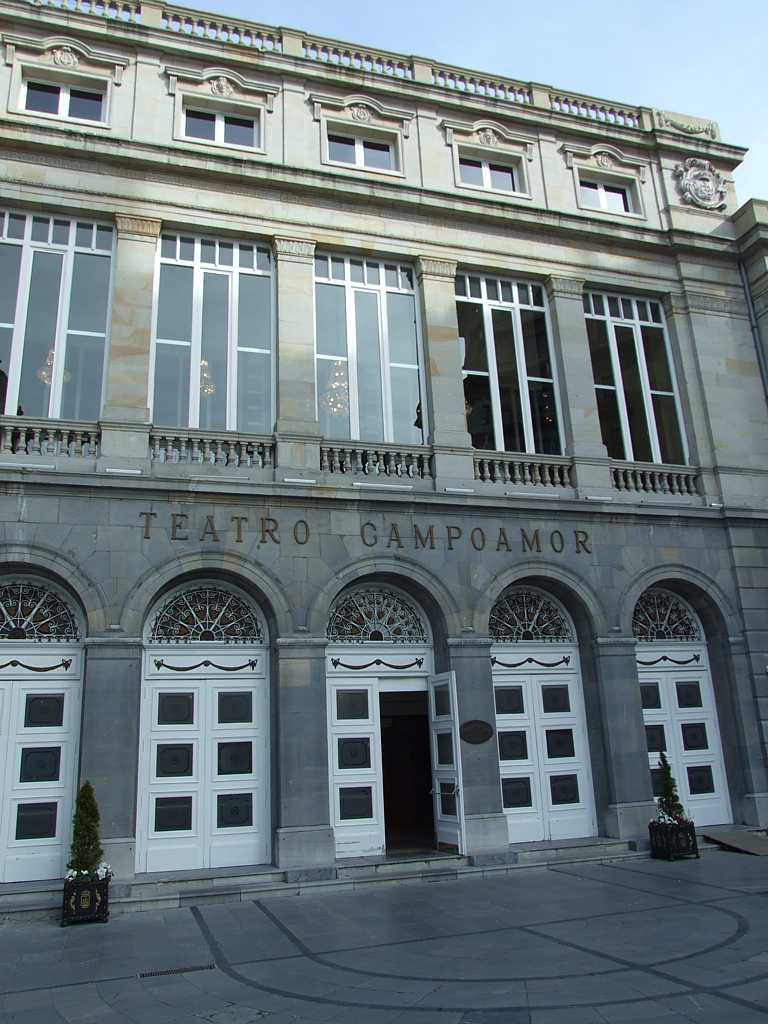
Premiul Prințul Asturiei este oferit în fiecare an la teatrul Campoamor din Oviedo.

Premiile Prințesa Asturiei (spaniolă: Premios Princesa de Asturias) sunt cele mai prestigioase premii din Spania, oferite de către Fundația Prințesa Asturiei.
Sub numele Premiile Prințul Asturiei (spaniolă: Premios Príncipe de Asturia, de fapt, Premiile Principelui Asturiei) au fost conferite între anii 1981 - 2014 în Oviedo, capitala Principatului Asturias, în prezența prințului moștenitor al tronului Spaniei, infantele Felipe (iar din 2004 și a soției sale, Letizia) prin Fundația Prințul Asturiei. După încoronarea lui Felipe ca rege al Spaniei, din 2014, fundația și premiile au fost redenumite și se numesc astăzi după noua prințesă a Asturiei și infantă a Spaniei, Leonor.
Laureații pot fi persoane, instituții sau grupuri din intreaga lume, care se disting prin autobiografia lor într-una din următoarele opt categorii: artă, literatură, științe sociale, comunicare, științe umane, cooperare internațională, de cercetare științifică și tehnică și sport.
Deliberările (câte un juriu pentru fiecare premiu), încep în mai și continuă până în septembrie. Comisiile de specialiști desemnați vor dezbate timp de două zile la Hotel de la Reconquista, aflat în zona centrală a capitalei Asturiei. În a doua zi de consfătuiri, președintele juriului va publica premiile.
Premiile sunt decernate la Teatrul Campoamor. Fiecare premiu este în valoare de 50.000 de euro. În plus, fiecărui premiat i se înmânează o sculptură, concepută de artistul catalan Joan Miró. În anul 2005 Fundația „Prințesa Asturiei” a aniversat 25 de ani. Cu această ocazie, i s-a oferit arhitectului brazilian, Oscar Niemeyer, unul dintre câștigătorii premiului, proiectul pentru centrul cultural în Avilés, Asturia. Construcția proiectului a început în același an. Inaugurarea Centrului Cultural Internațional Oscar Niemeyer a avut loc la 26 martie 2011.

## Premiați

Emblema

### Artă
- 1981: Jesús López Cobos
- 1982: Pablo Serrano
- 1983: Eusebio Sempere
- 1984: Orfeón Donostierra
- 1985: Antonio Garcia Lopez
- 1986: Luis García Berlanga
- 1987: Eduardo Chillida
- 1988: Jorge Oteiza
- 1989: Oscar Niemeyer
- 1990: Antoni Tàpies
- 1991: Alfredo Kraus, José Carreras, Teresa Berganza, Pilar Lorengar, Plácido Domingo, Montserrat Caballé, Victoria de los Ángeles
- 1992: Roberto Matta
- 1993: Francisco Javier Sáenz de Oiza
- 1994: Alicia de Larrocha
- 1995: Fernando Fernán Gómez
- 1996: Joaquín Rodrigo
- 1997: Vittorio Gassman
- 1998: Sebastião Salgado
- 1999: Santiago Calatrava
- 2000: Barbara Hendricks
- 2001: Krzysztof Penderecki
- 2002: Woody Allen
- 2003: Miquel Barceló
- 2004: Paco de Lucía
- 2005: Maya Plisetskaya, Tamara Rojo
- 2006: Pedro Almodóvar
- 2007: Bob Dylan
- 2008: Sistemul de orchestre de tineret și copii din Venezuela.
- 2009: Norman Foster
- 2010: Richard Serra
- 2011: Riccardo Muti
- 2012: Rafael Moneo
- 2013: Michael Haneke
- 2014: Frank Gehry
- 2015: Francis Ford Coppola
- 2016: Núria Espert
- 2017: William Kentridge
- 2018: Martin Scorsese

### Științe umane și Literatură
- 1981: José Hierro
- 1982: Miguel Delibes și Gonzalo Torrente Ballester
- 1983: Juan Rulfo
- 1984: Pablo García Baena
- 1985: Angel González
- 1986: Mario Vargas Llosa și Rafael Lapesa
- 1987: Camilo José Cela
- 1988: José Angel Valente și Carmen Martín Gaite
- 1989: Ricardo Gullón
- 1990: Arturo Uslar Pietri
- 1991: Poporul din Puerto Rico
- 1992: Francisco Morales Nieva
- 1993: Claudio Rodríguez
- 1994: Carlos Fuentes
- 1995: Carlos Bousoño
- 1996: Francisco Umbral
- 1997: Álvaro Mutis
- 1998: Francisco Ayala
- 1999: Günter Grass
- 2000: Augusto Monterroso
- 2001: Doris Lessing
- 2002: Arthur Miller
- 2003: Fatima Mernissi și Susan Sontag
- 2004: Claudio Magris
- 2005: Nélida Piñón
- 2006: Paul Auster
- 2007: Amos Oz
- 2008: Margaret Atwood
- 2009: Ismail Kadare
- 2010: Amin Maalouf
- 2011: Leonard Cohen
- 2012: Philip Roth
- 2013: Antonio Muñoz Molina
- 2014: John Banville
- 2015: Leonardo Padura Fuentes
- 2016: Richard Ford
- 2017: Adam Zagajewski
- 2018: Fred Vargas

### Științe sociale
- 1981: Román Perpiñá
- 1982: Antonio Domínguez Ortiz
- 1983: Julio Caro Baroja
- 1984: Eduardo García de Enterría
- 1985: Ramón Carande Thovar
- 1986: José Luis Pinillos
- 1987: Juan Linz
- 1988: Luis Díez del Corral și Luis Sánchez Agesta
- 1989: Enrique Fuentes Quintana
- 1990: Rodrigo Uría González
- 1991: Miguel Artola Gallego
- 1992: Juan Velarde Fuertes
- 1993: Silvio Zavala
- 1994: Aurelio Menéndez Menéndez
- 1995: Joaquim Veríssimio Serrão
- 1996: John Huxtable Elliott
- 1997: Martín de Riquer Morera
- 1998: Jacques Santer și Pierre Werner
- 1999: Raymond Carr
- 2000: Carlo Maria Martini
- 2001: El Colegio de México și Juan Iglesias Santos
- 2002: Anthony Giddens
- 2003: Jürgen Habermas
- 2004: Paul Krugman
- 2005: Giovanni Sartori
- 2006: Mary Robinson
- 2007: Ralf Dahrendorf
- 2008: Tzvetan Todorov
- 2009: David Attenborough
- 2010: Mausoleul Qin Shihuangdis
- 2011: Howard Gardner
- 2012: Martha C. Nussbaum
- 2013: Saskia Sassen
- 2014: Joseph Pérez
- 2015: Esther Duflo
- 2016: Mary Beard
- 2017: Karen Armstrong
- 2018: Michael J. Sandel

### Comunicare și Științe umaniste
- 1981: María Zambrano
- 1982: Mario Bunge
- 1983: Ziarul El País
- 1984: Claudio Sánchez Albornoz
- 1985: José Ferrater Mora
- 1986: Cotidianul brazilian O Globo
- 1987: Cotidianele El Espectador și El Tiempo
- 1988: Horacio Sáenz Guerrero
- 1989: Fondo de Cultura Económica și Pedro Laín Entralgo
- 1990: Universitatea José Simeón Cañas
- 1991: Luis María Anson
- 1992: Emilio García Gómez
- 1993: Magazinul Vuelta de Octavio Paz
- 1994: Misiunile spaniole în Ruanda și Burundi
- 1995: José Luis López-Aranguren și agenția EFE
- 1996: Indro Montanelli și Julián Marías Aguilera
- 1997: CNN și Václav Havel
- 1998: Reinhard Mohn
- 1999: Instituto Caro y Cuervo
- 2000: Umberto Eco
- 2001: George Steiner
- 2002: Hans Magnus Enzensberger
- 2003: Ryszard Kapuściński și Gustavo Gutiérrez Merino
- 2004: Jean Daniel
- 2005: Alliance française, British Council, Goethe-Institut, Instituto Cervantes, Instituto Camões și Società Dante Alighieri
- 2006: National Geographic Society
- 2007: Revistele de specialitate Science și  Nature
- 2008: Google
- 2009: Universidad Nacional Autónoma de México
- 2010: Zygmunt Bauman și Alain Touraine
- 2011: Royal Society
- 2012: Shigeru Miyamoto
- 2013: Annie Leibovitz
- 2014: Joaquín Salvador Lavado Tejón (Quino)
- 2015: Emilio Lledó Íñigo
- 2016: James Nachtwey
- 2017: Les Luthiers (Comedy-Musical Group)
- 2018: Alma Guillermoprieto

### Concordie
- 1986: Vicaría de la Solidaridad Chile
- 1987: Villa El Salvador
- 1988: Uniunea Internațională pentru Conservarea Naturii și World Wide Fund for Nature
- 1989: Stephen Hawking
- 1990: Comunitatea evreilor sefarzi
- 1991: Medicus Mundi și Medici fără frontiere
- 1992: American Foundation for AIDS Research (amfAR)
- 1993: Gesto por la Paz
- 1994: Save the Children, National Movement of Street Children și Mesagerii păcii
- 1995: Regele iordanian Hussein I
- 1996: Adolfo Suárez
- 1997: Yehudi Menuhin și Mstislaw Leopoldowitsch Rostropowitsch
- 1998: Nicolás Castellanos, Vicente Ferrer Moncho, Joaquín Sanz Gadea și Muhammad Yunus
- 1999: Caritas din Spania
- 2000: Real Academia Española și Asociación de Academias de la Lengua Española
- 2001: Rezervația biosferei
- 2002: Daniel Barenboim și Edward Said
- 2003: Joanne K. Rowling
- 2004: Drumul lui Iacob
- 2005: Societatea Surorile de Caritate Sfântul Vincențiu de Paul
- 2006: UNICEF
- 2007: Muzeul Yad Vashem din Ierusalim
- 2008: Íngrid Betancourt
- 2009: Berlin
- 2010: Manos Unidas
- 2011: Eroii de la Fukushima
- 2012: Organizația Tafeln din Spanien
- 2013: ONCE
- 2014: Caddy Adzuba
- 2015: Ordinul Ioan al lui Dumnezeu
- 2016: SOS-Kinderdorf
- 2017: Uniunea Europeană
- 2018: Sylvia A. Earle

### Cooperare internațională
- 1981: José López Portillo
- 1982: Enrique V. Iglesias
- 1983: Belisario Betancur
- 1984: Grupul Contadora
- 1985: Raúl Alfonsín
- 1986: Universitățile Salamanca și Coimbra
- 1987: Javier Pérez de Cuéllar
- 1988: Óscar Arias Sánchez
- 1989: Jacques Delors și Mihail Gorbaciov
- 1990: Hans-Dietrich Genscher
- 1991: Înaltul Comisariat al Națiunilor Unite pentru Refugiați (UNHCR, United Nations High Commissioner for Refugees)
- 1992: Nelson Mandela și Frederik Willem de Klerk
- 1993: United Nations peacekeeping din fosta Iugoslavie
- 1994: Yasser Arafat și Ițhak Rabin
- 1995: Mário Soares
- 1996: Helmut Kohl
- 1997: Conducerea din Guatemala
- 1998: Fatiha Boudiaf, Olayinka Koso-Thomas, Graça Machel, Rigoberta Menchú Tum, Fatana Ishaq Gailani, Emma Bonino și Somaly Mam
- 1999: Pedro Duque, John Glenn, Chiaki Mukai și Waleri Poljakow
- 2000: Fernando Henrique Cardoso
- 2001: Stația Spațială Internațională SSI (International Space Station)
- 2002: Scientific Committee on Antarctic Research
- 2003: Luís Inácio Lula da Silva
- 2004: Programul Erasmus al Uniunii Europene
- 2005: Simone Veil
- 2006: Fundația Bill și Melinda Gates
- 2007: Al Gore
- 2008: Ifakara Health Research and Development Centre (Tanzania), Malaria Research and Training Centre (Mali), Kintampo Health Research Centre (Ghana) și Manhiça Centre of Health Research (Mozambic)
- 2009: Organizația Mondială a Sănătății
- 2010: The Transplantation Society (TTS) Montreal și die Organización Nacional de Transplantes (ONT) Spanien
- 2011: Bill Drayton
- 2012: Mișcarea Internațională de Cruce Roșie și Semilună Roșie
- 2013: Societatea Max-Planck
- 2014: Programul Fulbright
- 2015: Wikipedia
- 2016: Conférence de Paris de 2015 sur les changements climatiques și Acordul de la Paris
- 2017: Hispanic Society of America
- 2018: Amref Health Africa și Amref Salud África

### Cercetări științifice și tehnice
- 1981: Alberto Sols
- 1982: Manuel Ballester
- 1983: Luis Santaló
- 1984: Antonio García Bellido
- 1985: Emilio Rosenblueth și David Vázquez Martínez
- 1986: Antonio González González
- 1987: Pablo Rudomín și Jacinto Convit
- 1988: Manuel Cardona și Marcos Moshinsky
- 1989: Guido Münch
- 1990: Salvador Moncada și Santiago Grisolía
- 1991: Francisco Bolívar Zapata
- 1992: Federico García Moliner
- 1993: Amable Liñan
- 1994: Manuel Patarroyo
- 1995: Manuel Losada Villasante și National Biodiversity Institute din Costa Rica
- 1996: Valentín Fuster
- 1997: Atapuerca Forschungsteam
- 1998: Emilio Méndez Pérez și  Pedro Miguel Etxenike Landiríbar
- 1999: Ricardo Miledi și  Enrique Moreno González
- 2000: Luc Montagnier și  Robert Charles Gallo
- 2001: Craig Venter, John E. Sulston, Hamilton Othanel Smith, Francis Collins și  Jean Weissenbach
- 2002: Robert E. Kahn, Vinton G. Cerf, Tim Berners-Lee și  Lawrence Roberts
- 2003: Jane Goodall
- 2004: Judah Folkman, Tony Hunter, Joan Massagué Solé, Bert Vogelstein și Robert Allan Weinberg
- 2005: António Damásio
- 2006: Juan Ignacio Cirac Sasturain
- 2007: Peter Lawrence și Ginés Morata
- 2008: Sumio Iijima, Shuji Nakamura, Robert Langer, George Whitesides și Tobin Marks
- 2009: Martin Cooper și Ray Tomlinson
- 2010: David Julius, Linda Watkins și Baruch Minke
- 2011: Joseph Altman, Arturo Álvarez-Buylla și Giacomo Rizzolatti
- 2012: Gregory Winter și Richard A. Lerner
- 2013: Peter Higgs, François Englert și CERN
- 2014: Avelino Corma Canós, Mark E. Davis și Galen D. Stucky
- 2015: Emmanuelle Charpentier și Jennifer Doudna
- 2016: Hugh Herr
- 2017: Rainer Weiss, Kip S. Thorne, Barry C. Barish și LIGO
- 2018: Svante Pääbo

### Sport
- 1987: Sebastian Coe
- 1988: Juan Antonio Samaranch
- 1989: Severiano Ballesteros
- 1990: Sito Pons
- 1991: Serhii Bubka
- 1992: Miguel Induráin
- 1993: Javier Sotomayor
- 1994: Martina Navrátilová
- 1995: Hassiba Boulmerka
- 1996: Carl Lewis
- 1997: Echipa de maraton a Spaniei
- 1998: Arantxa Sánchez Vicario
- 1999: Steffi Graf
- 2000: Lance Armstrong
- 2001: Manuel Estiarte
- 2002: Echipa națională de fotbal a Braziliei
- 2003: Turul Franței
- 2004: Hicham El Guerrouj
- 2005: Fernando Alonso
- 2006: Echipa națională de baschet a Spaniei
- 2007: Michael Schumacher
- 2008: Rafael Nadal
- 2009: Elena Isinbaeva
- 2010: Echipa națională de fotbal a Spaniei
- 2011: Haile Gebrselassie
- 2012: Iker Casillas și Xavier Hernández
- 2013: José María Olazábal
- 2014: New-York-City-Marathon
- 2015: Pau Gasol și Marc Gasol
- 2016: Francisco Javier Gómez Noya
- 2017: Echipa națională de rugby a Noii Zeelande
- 2018: Reinhold Messner și Krzysztof Wielicki

## Legături externe
- Fundația Prințesa Asturiei (în spaniolă)